# Sanski Most
Sanski Most is een stad en gemeente in het noordwesten van Bosnië en Herzegovina. Het ligt aan de rivier Sana in Bosanska Krajina, tussen Prijedor en Ključ. Het maakt deel uit van het kanton Una-Sana en van de Federatie van Bosnië en Herzegovina.

## Demografie

### 1971
In 1971 had de gemeente 62,102 inwoners:
- Serven - 30,422 (48,98)
- Bosniakken - 24,839 (39,99)
- Kroaten - 6,307 (10,15)
- Joegoslaven - 195 (0,31)
- Overig - 339 (0,57)

### 1991
In 1991, had de gemeente Sanski Most 60307 inwoners:
- 28,136 Bosniakken (46,65%)
- 25,363 Serven (42,05%)
- 4,322 Kroaten (7,16%)
- 1,247 Joegoslaven (2,06%)
- 1,239 overig en onbekend (2,08%)

De stad Sanski Most had 17144 inwoners:
- 7,831 Serven (45,67%)
- 7,245 Bosniakken (42,25%)
- 901 Joegoslaven (5,25%)
- 646 Kroaten (3,76%)
- 521 overig en onbekend (3,03%)

### 2005
In 2005, waren 89% van de inwoners van de gemeente etnische Bosniakken.

## Geschiedenis
Het gebied waarin de huidige stad Sanski Most zich bevindt was volgens oude geschriften en onderzoekers al in de prehistorie bewoond. Volgens deze schriften wonen rond 75 v.C. in het huidige Bosnië en Herzegovina in de dalen van de rivieren Sana en Vrbas de stammen van Mezeij. Tot en met de middeleeuwen zijn er echter geen schriftelijke overblijfselen bekend over deze stammen. Een van de oudste documenten stamt uit 20 juli 1244, waarin door een middeleeuwse historicus 'Listini Bele IV' wordt gesproken over een gebied 'Donje Krajeve' (sanska, dubicka, mrenska i vrbaska). In een document vanuit 1258 wordt er voor het eerst gesproken over een 'sanski zupan' genaamd Knez Mihajlo. Rond 1500 komt het gebied Zana (Sana) onder het bevel van de Turkse rijk. Deze regeren over het gebied voor bijna 300 jaar.
Vanaf 1800 raakt het Turkse rijk in verval en worden de Turken langzaam verdreven door de Habsburgse monarchie. Deze machtswijziging veroorzaakt een grote wijziging in de etnische samenstelling van het gebied. Tijdens de Eerste Wereldoorlog valt het Oostenrijks-Hongaarse rijk uiteen en wordt de stad onderdeel van het regio 'Vrbaska Banovina'. Tijdens de Tweede Wereldoorlog biedt de stad veel verzet tegen de fascisten en vormt een van de bolwerken voor de verzetsstrijders van ZABNOBIH onder leiding van Josip Broz Tito.
Rond 1991 breekt een burgeroorlog uit in Bosnië en Herzegovina en in 1992 wordt tijdens de Bosnische Oorlog de stad Sanski Most ingenomen door de Bosnisch-Servische troepen uit de Servische Republiek. De stad is in hun handen van de lente van 1992 tot de zomer van 1995. Tijdens deze periode slaat een groot deel van de niet-Servische bevolking (voornamelijk Bosnische moslims) op de vlucht of wordt vermoord. In oktober 1995 bevrijden de Bosnische troepen de stad vlak voor het einde van de oorlog.

## Galerij

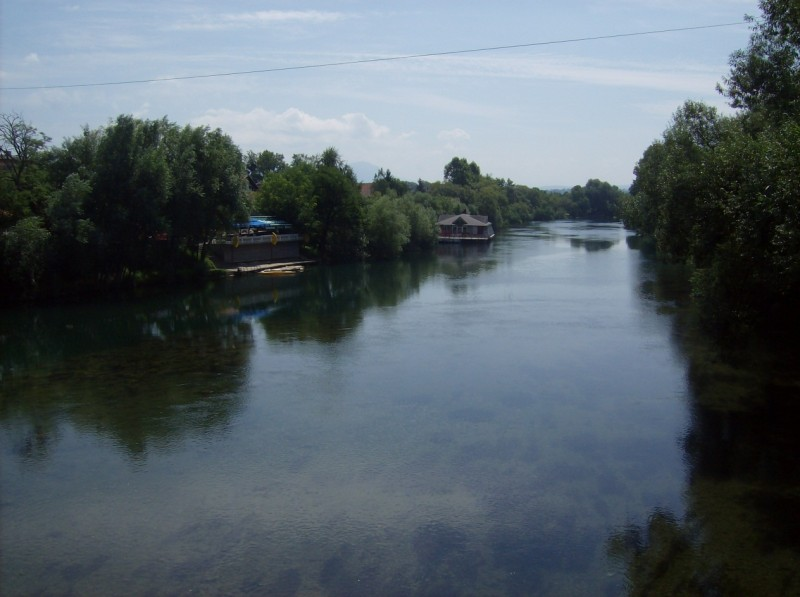
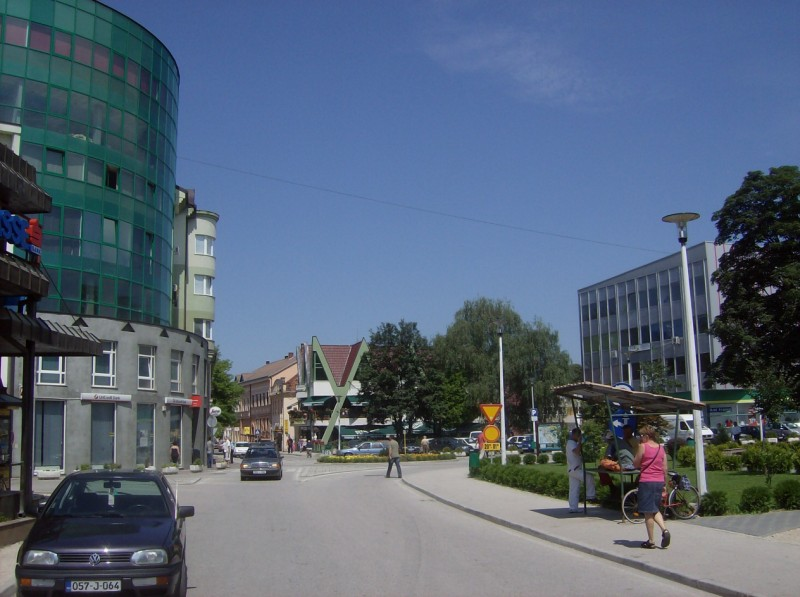
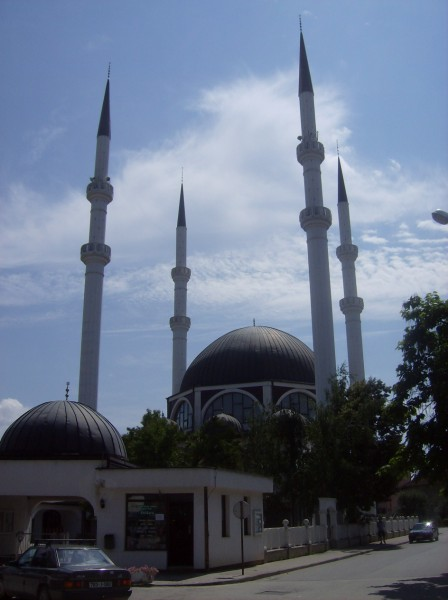
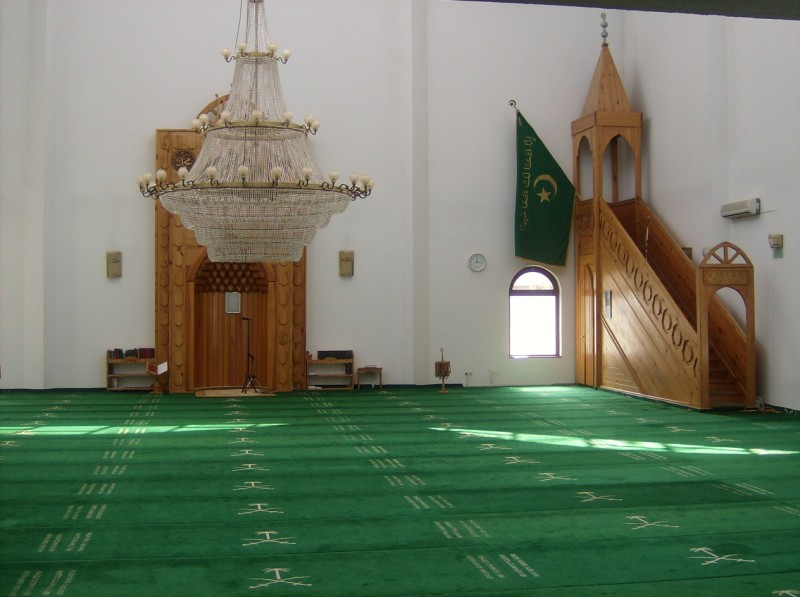
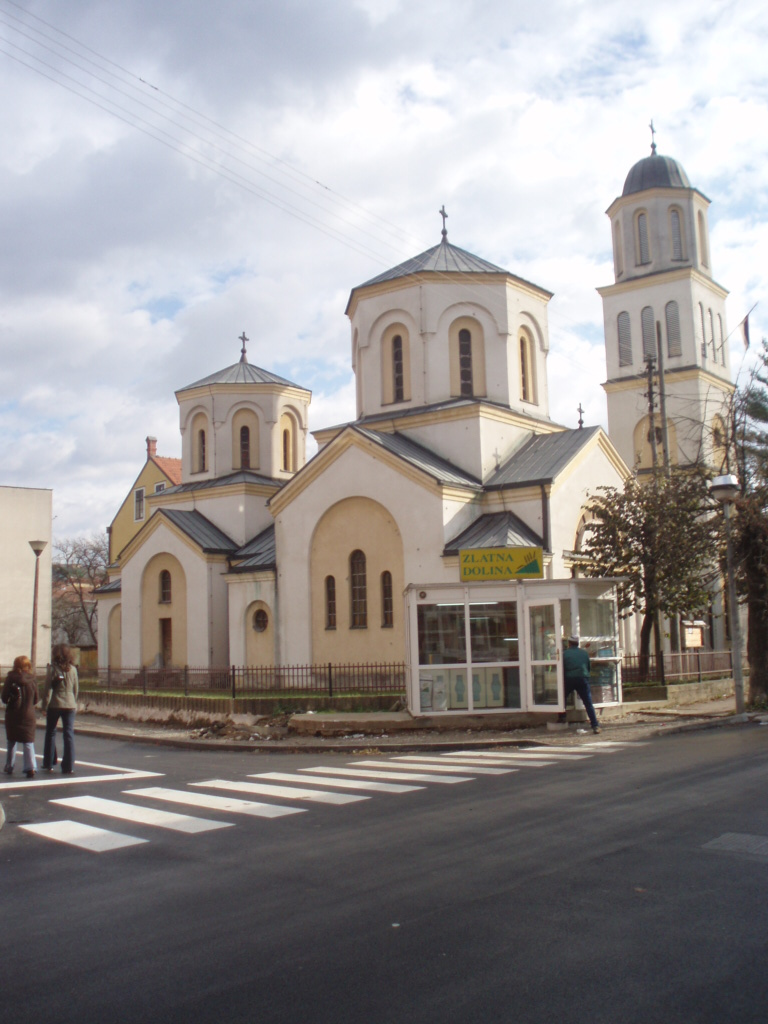
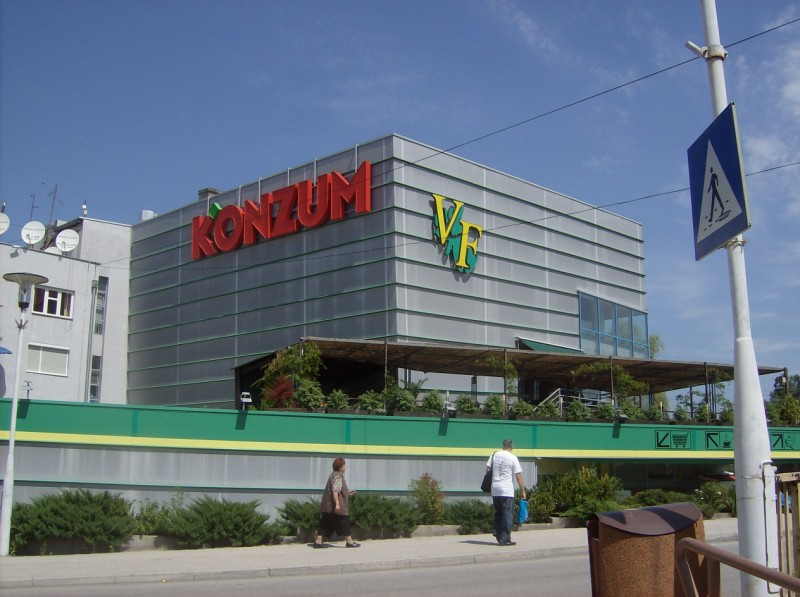

## Sport
Het voetbalteam van de stad heet NK Podgrmeč.

## Economie
Sanski Most heeft een groot aantal verscheidene winkels. Er is een winkelcentrum, dat in een cirkel om de stad heen gaat. Elke week is er markt naast de moskee.

## Bezienswaardigheden
- De moskee van Sanski Most. Deze is belangrijk omwille van de vier minaretten wat rijkdom uitstraalt.
- Bliha waterval (72m hoog) op 14km van de stad
- De Sana rivier die door de stad stroomt.
- Herdenkingsmonument van mannen die in een koelwagen werden verstikt tijdens de Bosnische oorlog.
- Susnjar Memorial Complex: monument ter nagedachtenis aan de verscheidene duizend doden, die werden gedood tijdens de orthodoxe Ilindan Festival in 1941 door de Duitsers.
- Musalla in Kamengrad: nationaal monument met de overblijfselen van het oude fort van de Kamengrad. (9km van het centrum)